# Jean-Marie Lehn
Jean-Marie Lehn (født 30. september 1939): er en fransk kemiker, der modtog nobelprisen i kemi i 1987 sammen med Donald Cram og Charles Pedersen for sin syntese af cryptander. Lehn var en tidlig innovatør inden supramolekylekemi dvs. vært-gæst kemi. I 2006 havde han og hans gruppe udgivet over 790 videnskabelige artikler.
Han har modtaget flere priser for sit videnskabelige arbejde, og han er blevet udnævnt som æresdoktor på en række universiteter verden over.

## Privatliv
Lehn blev gift med Sylvie Lederer i 1965, og de har to sønner ved navn David og Mathias.
Lehn er ateist.